# Jessica Cioffi
Jessica Cioffi (Sarnico, 1990), conhecida pelo pseudônimo de Loputyn, é uma escritora e ilustradora italiana.
É conhecida por sua abordagem única que mescla influências do mangá com a estética da ilustração europeia do século XIX. Cioffi iniciou sua trajetória artística ainda na adolescência e frequentou a Accademia di Belle Arti de Bergamo, onde aprimorou suas técnicas e consolidou seu estilo.

## Biografia
Começou a carreira com a publicação de tiras e quadrinhos na internet, utilizando plataformas como o DeviantArt, Facebook e Instagram para divulgar seu trabalho, o que lhe permitiu atrair um público diversificado e o interesse de editoras. Em 2015, lançou seu primeiro quadrinho, Cotton Tales, publicado pela Shockdom Ediciones, marcando o começo de sua carreira editorial. Posteriormente, publicou outros trabalhos, entre eles o quadrinho Francis e diversos artbooks, que evidenciam seu estilo característico, pautado em traços delicados, uso expressivo de aquarela e uma paleta de cores que evoca tanto o romantismo quanto o toque gótico.
Nas obras de Cioffi, temas como a dualidade da natureza humana, o entrelaçamento de elementos sombrios e inocentes e a presença recorrente de símbolos animais (como coelhos e lobos) são explorados para construir narrativas complexas e multifacetadas. Seus trabalhos abordam com frequência aspectos do misticismo, bruxaria, terror e folclore, criando atmosferas que oscilam entre o etéreo e o macabro.
Além de seu trabalho como ilustradora e quadrinista, Cioffi atua também como roteirista, contribuindo para o desenvolvimento de narrativas que combinam suspense, fantasia e elementos autobiográficos. A integração de técnicas tradicionais, como o desenho à mão e a aquarela, com recursos digitais confere às suas obras um caráter único, que a posiciona como uma das representantes contemporâneas mais inovadoras do cenário artístico italiano.
No Brasil, seus livros são publicados pela editora DarkSide Books.

## Livros
- 2015: Cotton Tales, Vol. 1;
- 2017: Francis, publicado no Brasil pela DarkSide Books;
- 2019: Cotton Tales, Vol. 2;
- 2019: Perfide
- 2022: Leggende Giapponesi, publicado no Brasil pela DarkSide Books como Lendas Japonesas (2025);
- 2023: La sirenetta, publicado no Brasil pela DarkSide Books como A Pequena Sereia (2025);
- 2024: Maria Antonietta.